# Клајне Цајтунг
Клајне Цајтунг (ориг. Kleine Zeitung, у дословном преводу: ' Мале новине ' ) су аустријске новине са седиштем у Грацу и Клагенфурту . Као највеће регионалне новине у Аустрији, које покривају савезне државе Штајерску и Корушку са Источним Тиролом, лист има око 800.000 читалаца.
Клајн цајтунг је политички склон десном центру.

## Тираж
У 2007. Клајне Цајтунг је продао 306.000 примерака.  Лист је имао тираж од 308.819 примерака 2008. године  и био је трећи најчитанији лист у земљи. Њен тираж је био 311.245 примерака 2009. и 313.094 примерака 2010.  Лист је имао тираж од 280.983 примерка 2011.  Просечан тираж био је 347.000 примерака 2013. 